# Colo Vale
Colo Vale – miasto w Australii, w stanie Nowa Południowa Walia.